# Thomas John Dibdin

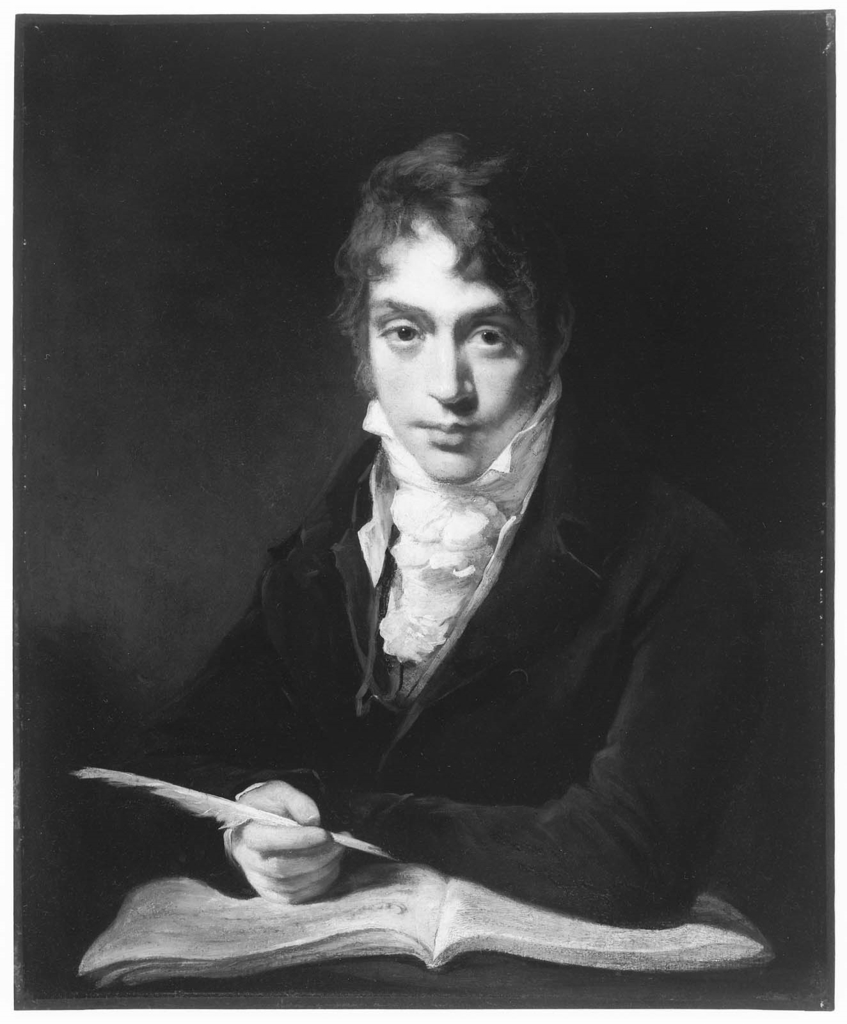

Thomas John Dibdin, né le 21 mars 1771 - mort le 16 septembre 1841, est un dramaturge et compositeur anglais de chansons.

## Biographie
Dibdin est le fils de Charles Dibdin, compositeur et directeur de théâtre, et de « Mrs Davenet », actrice dont le véritable nom est Harriett Pitt (en). Il est apprenti chez son oncle maternel, tapissier garnisseur londonien, et plus tard chez William Rawlins et après cela shérif de la Cité de Londres. Il porte plainte sans succès contre son second maître pour mauvais traitement et après quelques années de service quitte Rawlins et se joint à une compagnie d'acteurs de province. De 1789 à 1795, il joue dans toutes sortes de rôle. Il travaille comme peintre de scène à Liverpool en 1791 et durant cette période compose plus de 1 000 chansons.
Sa première œuvre comme dramaturge est Something New suivi de The Mad Guardian en 1795. Il retourne à Londres en 1795 après s'être marié deux ans plus tôt et durant l'hiver 1798-99, The Jew and the Doctor est produit au Royal Opera House à Covent Garden. À partir de cette époque, il contribue à un très grand nombre de comédies, opéras, farces, etc. dont l'opéra-comique Family Quarrels (en) en 1802. Quelques-unes de ces pièces apportent une immense popularité à leur auteur et d'énormes profits aux théâtres. Il est rapporté que la pantomime Mother Goose produite en 1807 a rapporté plus de 20 000 £ à la direction du théâtre de Covent Garden et le High-mettled Racer, adapté comme pantomime de la pièce de son père, 18 000 £ à Astley.
Dibdin est souffleur et auteur de pantomimes au théâtre de Drury Lane jusqu'en 1816 lorsqu'il rachète le Surrey Theatre. Cette affaire s'avère désastreuse et il fait faillite. Après cela il est gérant du Haymarket Theatre mais sans connaître ses anciens succès et il passe ses dernières années dans une relative pauvreté. En 1827 il publie deux volumes de Reminiscences et à l'époque de sa mort prépare une édition des chansons maritimes de son père pour laquelle une petite somme lui est allouée toutes les semaines par le Lord de l'Amirauté. De ses propres chansons, The Oak Table et The Snug Little Island sont populaires de son vivant.